# Kaszubska Wikipedia

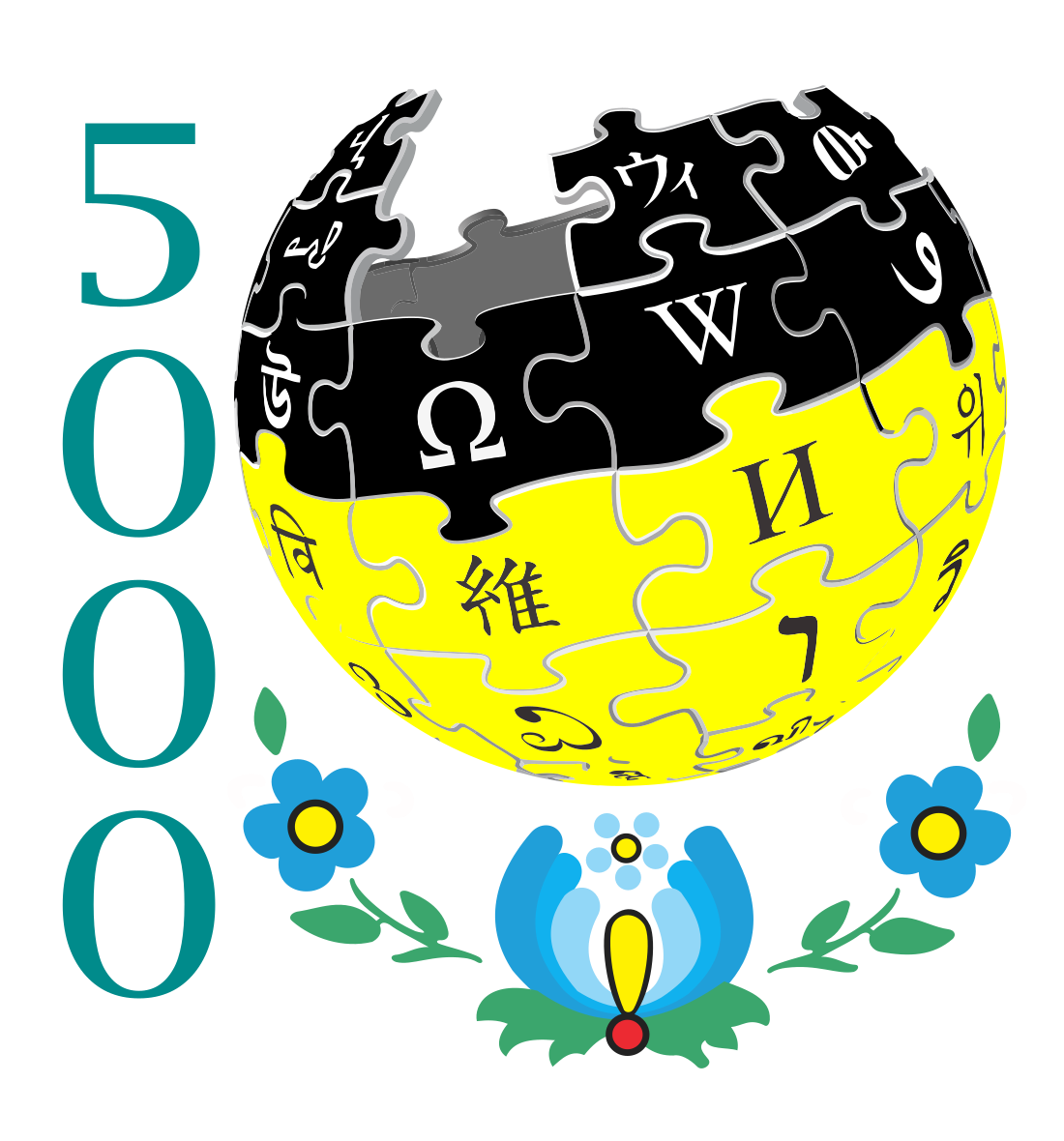
Okolicznościowe logo Kaszubskiej Wikipedii z okazji napisania 5000. artykułu

Kaszubska Wikipedia (Kaszëbskô Wikipedijô) – edycja Wikipedii w języku kaszubskim. Powstała 1 kwietnia 2004 roku, pierwszym hasłem był artykuł Kaszëbë (kaszub. Kaszuby), tego samego dnia dokonano również pierwszej edycji strony głównej projektu. Jest jedyną Wikipedią tworzoną w języku oficjalnie uznanym za język regionalny w Polsce i jedną z trzech (obok śląskiej i rusińskiej) Wikipedią w języku mniejszościowym. Jej rozwój wspiera m.in. stowarzyszenie Wikimedia Polska.
Jako pierwsza encyklopedia ogólna pisana w całości w języku kaszubskim jest źródłem wiedzy zarówno o folklorze czy tradycjach Kaszubów i Kaszub, jak i o innych dziedzinach wiedzy, jak fizyka, biologia, historia, lingwistyka czy literatura.
Kaszubska Wikipedia działa w oparciu o przetłumaczone na język kaszubski oprogramowanie MediaWiki. Jako że kodyfikacja języka kaszubskiego była w 2004 kwestią dyskusyjną, pierwsi aktywni uczestnicy projektu zdecydowali się na stosowanie pisowni proponowanej przez prof. Jerzego Tredera w zaktualizowanym przez niego wydaniu Słownika języka pomorskiego, czyli kaszubskiego autorstwa Stefana Ramułta. Nie wszyscy twórcy kaszubskojęzycznej Wikipedii stosują się jednak do tych samych zasad pisowni.

## Liczba artykułów
24 lutego 2013 roku zajmowała 165. pozycję wśród wszystkich edycji językowych. Według stanu na 24 lutego 2013 roku liczyła 3145 artykułów, zaś 9 czerwca 2015 zawierała 4604 artykuły. 11 kwietnia 2016 przekroczyła próg 5 tysięcy haseł, artykułem tym był biogram kaszubskiego poety, dziennikarza i satyryka Adama Hebla (kaszub. Adóm Hébel).
Obecnie na tej Wikipedii jest 8843 stron, w tym 5476 artykułów, 189 441 edycji, 18 059 zarejestrowanych użytkowników, w tym 22 aktywnych użytkowników, i 0 plików. Wskaźnik głębokości wynosi 8.

## Twórcy encyklopedii
Podwaliny pod rozwój Wikipedii w języku kaszubskim położyło pięciu użytkowników, którzy w konsekwencji stali się również jej administratorami: Ùczk, Marqoz, Taw (wszyscy pierwszą edycję wykonali 1 kwietnia 2004), Kaszeba (pierwsza edycja 5 kwietnia 2004), Tsca (pierwsza edycja 14 maja 2004). W lipcu 2014 uprawnienia administratorskie czterech pierwszych wygasły z powodu długotrwałego braku aktywności. W 2017 roku do Tsca dołączył drugi administrator – Kirsan.
Ruch w kaszubskiej Wikipedii jest stosunkowo niewielki, w 2015 roku dziennie wykonywano w niej między 30 a 35 edycji. W praktyce spośród wszystkich zarejestrowanych użytkowników najaktywniejsza była grupa licząca 105 osób, jednak sporą aktywność wykazują także niezarejestrowani użytkownicy.